# Área metropolitana de York-Hanover
El Área Metropolitana de York-Hanover y oficialmente como Área Estadística Metropolitana de York-Hanover, PA MSA tal como lo define la Oficina de Administración y Presupuesto, es un Área Estadística Metropolitana centrada en las localidades de York y Hanover en el estado estadounidense de Pensilvania. El área metropolitana tenía una población en el Censo de 2010 de 434.972 habitantes, convirtiéndola en la 113.º área metropolitana más poblada de los Estados Unidos. El área metropolitana de York-Hanover comprende solamente el condado de York y la ciudad más poblada es York.

## Composición del área metropolitana

### Ciudades
York 

### Boroughs
Cross Roads |
Dallastown |
Delta |
Dillsburg |
Dover |
East Prospect |
Fawn Grove |
Felton |
Franklintown |
Glen Rock |
Goldsboro |
Hallam |
Hanover |
Jacobus |
Jefferson |
Lewisberry |
Loganville |
Manchester |
Mount Wolf |
New Freedom |
New Salem |
North York |
Railroad |
Red Lion |
Seven Valleys |
Shrewsbury |
Spring Grove |
Stewartstown |
Wellsville |
West York |
Windsor |
Winterstown |
Wrightsville |
Yoe |
York Haven |
Yorkana 

### Municipios
Carroll |
Chanceford |
Codorus |
Conewago |
East Hopewell |
East Manchester |
Fairview |
Fawn |
Franklin |
Heidelberg |
Hellam |
Hopewell |
Jackson |
Lower Chanceford |
Lower Windsor |
Manchester |
Manheim |
Monaghan |
Newberry |
North Codorus |
North Hopewell |
Paradise |
Peach Bottom |
Penn |
Shrewsbury |
Spring Garden |
Springettsbury |
Springfield |
Warrington |
Washington |
West Manchester |
West Manheim |
Windsor |
York 

### Lugares designados por el censo
East York |
Emigsville |
Grantley |
Parkville |
Pennville |
Shiloh |
Springetts Manor-Yorklyn |
Spry |
Stonybrook-Wilshire |
Susquehanna Trails |
Tyler Run-Queens Gate |
Valley Green |
Valley View |
Weigelstown